# Coracina mindanensis
Coracina mindanensis е вид птица от семейство Campephagidae. Видът е световно застрашен, със статут Уязвим.

## Разпространение
Видът е разпространен във Филипините.